# Shohopanaiti
Shohopanaiti (Cottonwood Bannock), jedna od pet po imenu poznatih bandi bandi Bannock Indijanaca iz južnog Idaha. Svoje ime dobivaju, vjerojatno prema lokalitetu, na kojem je raširena (ili je to svojevremeno bila) jedna vrste topole, latinski nazivana Populus deltoides, u engleskom jeziku zbog svog sjemenja nalik na pamuk, prozvana  'cottonwood' . 
Ovaj kraj mogao bi se nalaziti na području današnjeg okruga Bannock, koji po ovim Indijacima i nosi ime, i gdje se još i danas jedan planinsjki vrh naziva Cottonwood Peak.

## Vanjske poveznice
- Bannock  Arhivirana inačica izvorne stranice od 18. listopada 2008. (Wayback Machine)